# 內米亞河

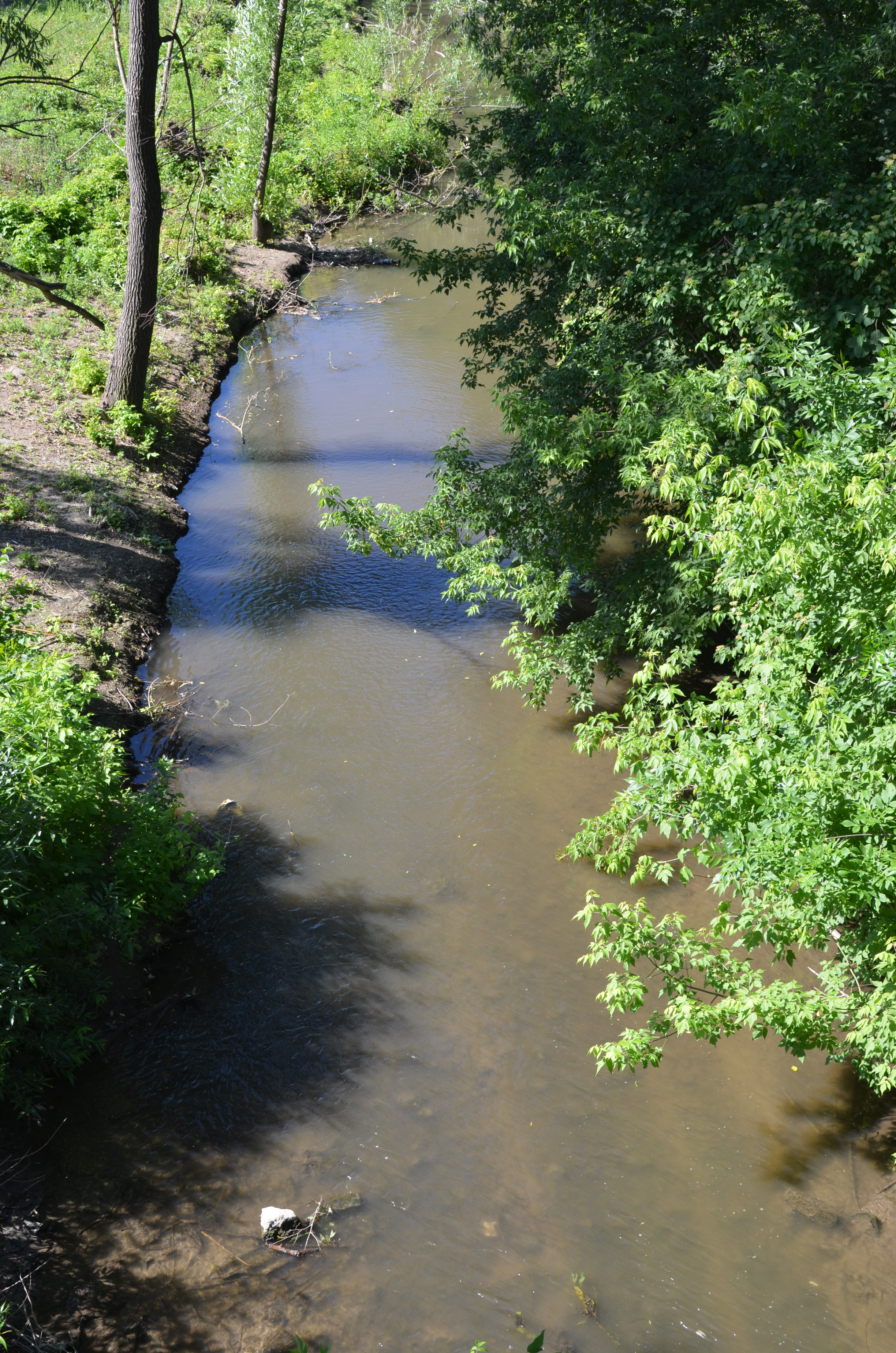
内米亚河

内米亞河（烏克蘭語：Немия），是烏克蘭的河流，位於該國西南部文尼察州，屬於尤尚利河的右支流，發源自米特基以南，河道全長64公里，流域面積411平方公里。